# Favites complanata

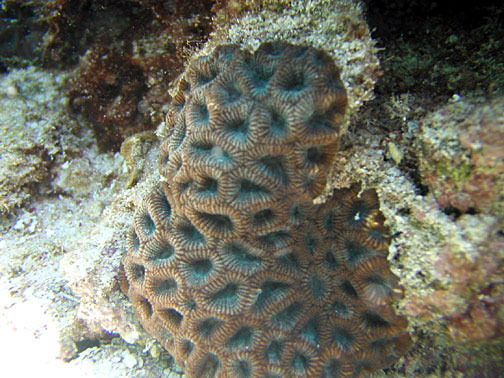
Colonia de Favites complanata, en el Parque nacional de Samoa Americana

Favites complanata es una especie de coral del género Favites, que pertenece a la familia Merulinidae, en el grupo de los corales duros, orden Scleractinia. 
Es un coral hermatípico, que hasta hace poco se enmarcaba en la familia Faviidae. De hecho, tanto el Sistema Integrado de Información Taxonómica, como la Lista Roja de Especies Amenazadas, mantienen aún en Faviidae al género Favites.
Es una especie no común, aunque ampliamente distribuida en aguas tropicales, desde las costas orientales africanas, a través del Índico y el Pacífico, hasta las islas de Polinesia.

## Morfología
El coral Favites complanata forma colonias masivas, con coralitos suavemente angulares. Cada coralito se proyecta ligeramente sobre la superficie de la colonia y comparte el muro con sus vecinos, en disposición cerioide. Los coralitos son angulares, tienen los muros gruesos y redondeados. Presentan lóbulos paliformes bien desarrollados y columnela grande. Los septa tienen espinas que pueden ser prominentes. Los costa normalmente forman estrellas de tres puntas, donde se juntan tres coralitos.
Los tentáculos de los pólipos se extienden durante la noche, presentándose en un círculo simple de tentáculos alrededor del disco oral. También posee tentáculos "barredores" que presentan unas células urticantes denominadas nematocistos, empleadas en la caza de presas del plancton.
El color de los pólipos es normalmente marrón, aunque presenta un amplio rango, con el disco oral que suele estar coloreado en gris o verde.

## Hábitat
Viven en los arrecifes localizados en las aguas tropicales, en zonas cercanas a las costas. Se encuentran en la mayoría de entornos superficiales, en lagunas, laderas interiores y exteriores de arrecifes, y rocas en zonas intermareales. También en zonas de escombros entre arrecifes.
Habita normalmente entre 0 y 30 m de profundidad, aunque se encuentra hasta los 37,5 m, y en un rango de temperatura entre 22.21 y 28.52 °C.

## Distribución geográfica
Se distribuyen en aguas tropicales del océano Indo-Pacífico, desde las costas orientales de África y el Mar Rojo, hasta Polinesia, en el Pacífico central. 
Es especies nativa de Arabia Saudí; Australia; Baréin; Birmania; Camboya; Comoros; islas Cook; Egipto; Emiratos Árabes Unidos; Eritrea; Filipinas; Fiyi; India; Indonesia; Irán; Irak; Israel; Japón; Jordania; Kenia; Kiribati; Kuwait; Madagascar; Malasia; Maldivas; islas Marshall; Mauritius; Mayotte; Micronesia; Mozambique; Nauru; Niue; isla Norfolk; Nueva Caledonia; Omán; Pakistán; Palaos; Papúa Nueva Guinea; Polinesia; Catar; Reunión; Samoa; Samoa Americana; Seychelles; Singapur; islas Salomón; Somalia; Sri Lanka; Sudán; Tailandia; Taiwán, (China); Tanzania; Tokelau; Tonga; Tuvalu; Vanuatu; Vietnam; Wallis y Futuna; Yemen y Yibuti.

## Alimentación
Contienen algas simbióticas; mutualistas (ambos organismos se benefician de la relación) llamadas zooxantelas. Las algas realizan la fotosíntesis produciendo oxígeno y azúcares, que son aprovechados por los pólipos, y se alimentan de los catabolitos del coral (especialmente fósforo y nitrógeno). Esto les proporciona entre el 70 y el 95% de sus necesidades alimenticias. El resto lo obtienen atrapando plancton y materia orgánica disuelta en el agua.

## Reproducción
Se reproducen asexualmente mediante gemación, y sexualmente, lanzando al exterior sus células sexuales, siendo por tanto la fecundación externa. Los Favites son hermafroditas, y liberan óvulos y espermatozoides al agua, en expulsiones sincronizadas de gametos de un solo sexo. Los huevos fertilizados, permanecen a la deriva arrastrados por las corrientes varios días, más tarde se forma una larva plánula que cae al fondo, se adhiere a él y comienza su vida sésil, secretando carbonato cálcico para conformar un esqueleto, o coralito. Posteriormente, va conformando la colonia coralina mediante la clonación de los pólipos, que van construyendo su coralito contiguo al pólipo generador.

## Mantenimiento
Su mantenimiento en cautividad es relativamente fácil, comparado con el resto de corales duros. Al poder provenir de diferentes hábitats y profundidades, habrá que probar su ubicación en el acuario. En principio lo ubicaremos sobre rocas, la arena puede producirle irritaciones.
La iluminación deberá ser moderada y la corriente de suave a moderada, ya que una corriente fuerte puede evitar la expansión de los pólipos. Conviene vigilar el nivel de calcio con frecuencia debido a su alto consumo. Se recomienda un acuario maduro y estable, los cambios de temperatura o acidez pueden provocarle estrés y llevarle al blanqueamiento.
Al tener tentáculos "barredores" para la caza, se debe dejar espacio a su alrededor, ya que, de lo contrario, dañará a los corales vecinos.